# Temporada 2001-02 da PSL
A Premier Soccer League 2001-2002 ou conhecida como 2001-2002 Castle Premiership foi a 6º edição da Premier Soccer League, principal competição de futebol da África do Sul. A liga teve a participação de 18 clubes.
O Santos Football Club foi o campeão com o SuperSport United segundo. 